# Erites ines
Erites ines är en fjärilsart som beskrevs av Hans Fruhstorfer 1903. Erites ines ingår i släktet Erites och familjen praktfjärilar. Inga underarter finns listade i Catalogue of Life.